# Charles-Marie Widor

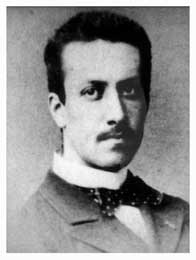
Charles-Marie Widor

Charles-Marie Widor, född 21 februari 1844 i Lyon, död 12 mars 1937 i Paris, var en fransk organist och tonsättare.

## Biografi
Widors familj var av ungerskt ursprung och hade en orgeltradition redan när Charles-Marie föddes. Hans farfar, Jean Widor (1775-1854), hade arbetat som orgelbyggare hos firma Callinet i Alsace och fadern François-Charles Widor (1811-1899) slog sig ned i Lyon, där han blev organist i Saint-François-de-Sales. På mammans sida fanns två kända uppfinnarsläkter, Montgolfier (luftballonger) och Séguin.
Den unge Charles-Marie fick musiklektioner av sin far och gick i jesuitskolan (Collège des Jésuites) i Lyon. Charles-Marie gjorde så snabba framsteg vid orgeln att han redan vid elva års ålder blev organist vid skolans kapell och kunde vikariera för sin far vid Saint-François-kyrkan.
1863 reste Charles-Marie Widor på inrådan av Aristide Cavaillé-Coll till Bryssel för att studera orgel hos Jacques-Nicolas Lemmens (1823–1881) och komposition för Joseph Fétis (1784–1871). Widor studerade intensivt hos Lemmens och Fétis ett år och kom tillbaka till Lyon som orgelvirtuos. Under de kommande åren skapade Widor, med god hjälp av Cavaillé-Coll, ett namn om sig och reste allt oftare till Paris och mötte där stora musiker som César Franck, Camille Saint-Saëns, Charles Gounod och Franz Liszt.
1870 fick Widor tjänst som organist vid Saint-Sulpice-kyrkan i Paris där Cavaillé-Coll hade byggt sitt största instrument. Cavaillé-Coll, som hade förordat att Widor skulle få tjänsten, såg framför sig hur den 25-årige virtuosen från denna prestigefyllda post i huvudstaden skulle kunna fortsätta leda den reform av orgelspelet som Lemmens påbörjat.
Han kunde inte haft mer rätt; att den fortfarande unge Widor fick tillgång till ett sådant inspirerande instrument hade ett avgörande inflytande på hans karriär och utgjorde inspirationskällan till hans tio orgelsymfonier. Widor komponerade dock mycket även för andra instrument under sina år i Saint-Sulpice.
När César Franck dog 1890, utnämndes Widor till professor vid Pariskonservatoriet. Detta ledde till en stor förändring av orgelutbildningen där. Medan den tidigare traditionen hade fokuserat på improvisationskonsten införde Widor mer repertoarspel och teknikövningar à la Lemmens, vilket påtagligt höjde kvaliteten på elevernas spel.
Sex år senare tog Théodore Dubois över som rektor för konservariet, och Widor fick då efterträda honom som professor i komposition. Han lämnade då över orgelklassen till Alexandre Guilmant, som också hade studerat för Lemmens och därför kunde fortsätta undervisningen som Widor hade infört.
1910 valdes Widor in i Institut de France och valdes bara fyra år senare till dess ständige sekreterare.
Den 1 oktober 1927, efter 37 år, slutade Widor undervisa vid konservatoriet, men fortsatte som organist och att stödja unga artister och konstnärer genom institutet. Först den 31 december 1933 – efter närmast ofattbara 64 år – slutade han som organist i Saint-Sulpice. Han efterträddes av sin förre elev Marcel Dupré.
Charles-Marie Widor dog den 12 mars 1937, 93 år gammal.

## Utmärkelser
Asteroiden 6829 Charmawidor är uppkallad efter honom.

## Verkförteckning (urval)
- Fyra orgelsymfonier, op.13
  - Symfoni nummer 1 c-moll
  - Symfoni nummer 2 D-dur
  - Symfoni nummer 3 e-moll
  - Symfoni nummer 4 f-moll

- Fyra orgelsymfonier, op.42
  - Symfoni nummer 5 f-moll
  - Symfoni nummer 6 g-moll
  - Symfoni nummer 7 a-moll
  - Symfoni nummer 8 H-dur

- Symphonie Gothique (symfoni nummer 9) c-moll, op.70
- Symphonie Romane (symfoni nummer 10) D-dur, op.73

- Suite Latine, op.86